# Terebești
Terebești là một xã thuộc hạt Satu Mare, România. Dân số thời điểm năm 2002 là 1590 người.